# Оформление книги

Канон Ван де Граафа, по которому строится классический книжный разворот

Оформле́ние кни́ги — один из этапов подготовки рукописи к изданию, а также результат этой деятельности. Оформление разрабатывает арт-директор или разрабатывает и сам исполняет верстальщик. На территории Советского союза проектировал оформление книги технический редактор.
С понятием оформления книги тесно соприкасаются понятие типографики, процессы набора, верстки и редактирования. В специальной литературе на русском языке нет единого названия для понятия.

## История книжного оформления
Оформление книги неразрывно связано с техникой её изготовления. Каждое новое изобретение (книгопечатание, различные его способы от ручного станка до цифровой печати) влекло за собой изменение внешнего облика книги. Поэтому невозможно историю оформления книги рассматривать отдельно от истории книгопечатания и истории книги вообще.
C самого начала книгопечатание тяготело к стандартизации и нормированию. Уже в инкунабельный период это ремесло выходит за рамки цеховых кругов; им занимаются как ремесленники, так и патриции — городская знать. Такое «незамкнутое» производство быстро приводит к разделению труда. Уже к концу XV века появляются определённые нормы в изготовлении шрифтов, а словолитни отделяются от типографий.
О теории книжного оформления можно говорить начиная с XVI века, когда выходят первые труды о построении шрифтов и пропорциях, такие как «Луг цветущий» Жоффруа Тори или «Руководство к измерению циркулем и линейкой» Альбрехта Дюрера.
В XVIII веке француз Пьер Симон Фурнье первым пробует ввести в практику единую типографическую систему измерений. Более удачными оказались попытки его соотечественника Франсуа Амбруаза Дидо, система которого получила название «системы Дидо».
Типометрическую систему Фурнье представил публике в своем двухтомном «Типографическом руководстве» (Manuel Typographique; 1764—1768), которое содержало каталог шрифтов Фурнье, а также всяческие орнаменты. Книгу с таким же названием (Manuale Tipografico) в 1818 году издал другой известный типограф, Джамбаттиста Бодони. Хотя эта книга тоже была каталогом шрифтов, но она служила и образцом превосходного набора; кроме того, в ней содержались теоретические воззрения Бодони на тему шрифта.
XIX век по общему признанию стал веком упадка в книжном оформлении. Появляются новые печатные машины, книгопечатание становится крупной промышленной отраслью. Во второй половине XIX века выходят справочники для наборщиков и метранпажей. Однако их многочисленные правила и указания были направлены скорее на поддержание однотипного и заурядного оформления.

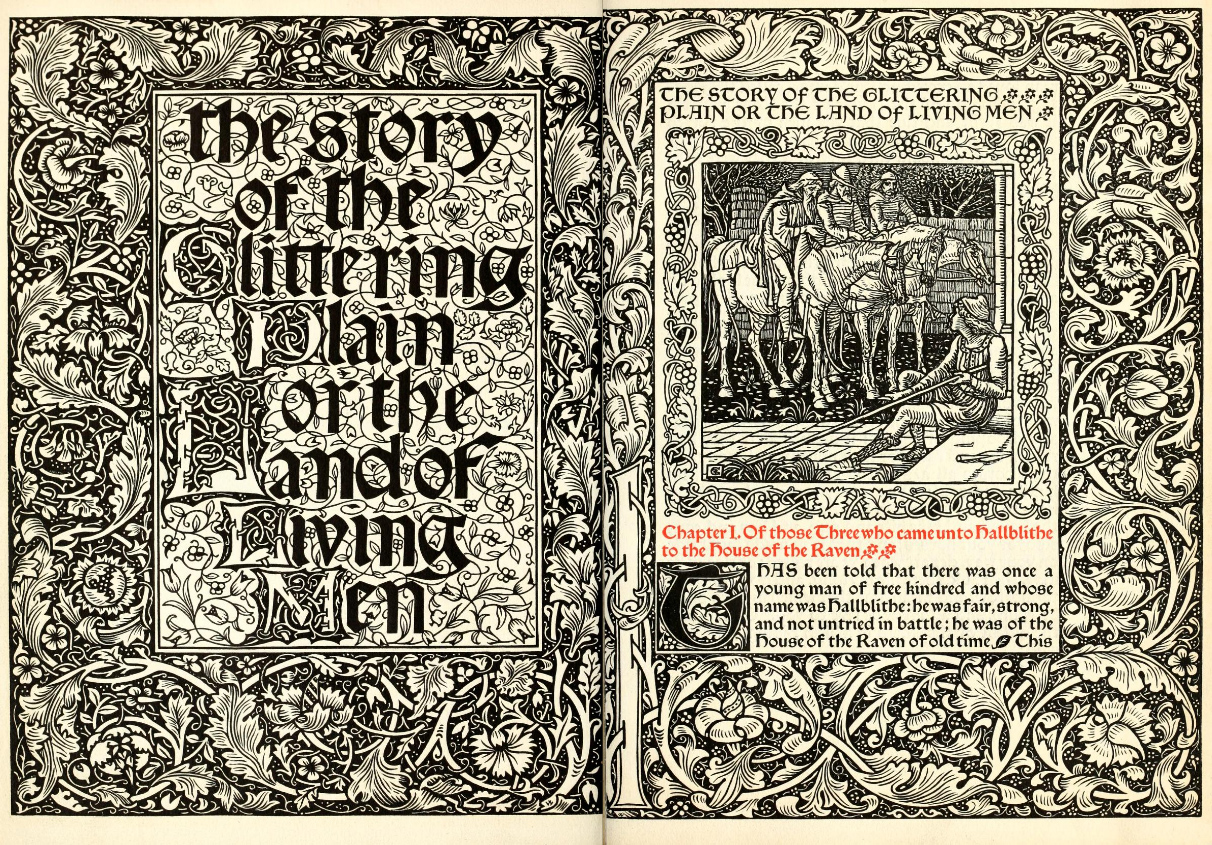
«История сверкающей долины». Титульный лист книги, напечатанной в Келмскотт-пресс в 1894 году

Впервые на упадок в книжном деле обращает внимание Уильям Моррис. Отсутствие хороших шрифтов, незнание классических правил расположения набора на полосе, использование дешёвой бумаги и пр. Моррис связывает с единственным стремлением издателей к обогащению. Сам Моррис, будучи одним из главных знатоков первопечатных книг, в 1891 году основывает книгопечатню (издательство с типографией) «Келмскотт-пресс». Он сам проектирует шрифты, рисует орнаменты. В качестве иллюстратора с Моррисом сотрудничает художник-прерафаэлит Эдвард Бёрн-Джонс.
Хотя книгопечатня просуществовала только до 1896 года, она оказала огромное влияние на дальнейшую историю книжного оформления. В Англии, в континентальной Европе и в США открываются небольшие частные книгопечатни. Некоторые из них копировали несколько тяжеловесный стиль келмскоттской книги, но большинство, отказавшись от обилия орнамента и иллюстраций, выпускают издания в более «ренессансном духе», опираясь на оформление альдин и подобных книг. Таковы книги, выходившие в начале XX века в книгопечатнях Мерримаунт-пресс, Doves Press, Ashendene Press, Eragny Press и др.
Деятельность движения искусств и ремёсел, как и деятельность Уильяма Морриса в частности, оказали влияние на немецкую школу Баухауса. Её участники, преодолевая декоративность рубежа веков, создают новые предметы быта и искусства — простые и функциональные. Художественное ремесло уступает место промышленному дизайну. В книжном оформлении тоже намечается перелом. Новые типографы, такие как Ян Чихольд и Пауль Реннер, в соответствии с изменившимися условиями жизни, ставили во главу угла экономичность и функциональность книги. Большое внимание уделялось удобочитаемости, научному подходу к разработке шрифта.
В Советском Союзе революционная деятельность новых типографов нашла отражение в книгах, спроектированных Эль Лисицким в 1920-е гг., а также обложках и плакатах Александра Родченко. Однако уже в 1930-е конструктивизм в СССР попадает в опалу; на смену ему приходит помпезный сталинский классицизм. Одним из выдающихся советских теоретиков книжного оформления рубежа 1920—1930-х гг. был Л. И. Гессен. В своих сочинениях он много внимания уделял строгому научному подходу и достижениям новой типографики, хотя и, в духе времени, призывал к более сдержанному, «классическому» стилю.

«Фацетии» Поджо Браччолини. Титульный лист книги издательства «Academia». 1934 год

В конце 1921 г. в Петрограде открылось издательство «Academia». С самого основания в работе над книгами «Академии» принимали участие известные ученые, искусствоведы, литературоведы, художники. Большое внимание уделялось технической стороне: качественным набору и печати. Художники готовили не только иллюстрации, но рисовали орнаменты, титульные листы, оформляли переплёты и суперобложки. Стиль издательства был далек от конструктивистских экспериментов, равно как и от советской массовой книги. Это были дорогие издания в классическом духе; они побеждали на международных выставках и сразу полюбились библиофилам. В 1929 г. издательство было перенесено в Москву, председателем его редакционного совета стал Максим Горький. Благодаря заступничеству Горького «Academia» существовала до самой его смерти в 1936 г.
Уже после Второй мировой войны начинает проявляться новое всеобъемлющее художественное течение, названное в 1960-е гг. постмодернизмом. Классические приемы оформления, симметричный набор, шрифты с засечками, нарисованные по образцам эпохи Возрождения вновь начинают интересовать книжных дизайнеров всего мира.
Авангардные, модернистские приемы новой типографики, впрочем, не уходят со сцены. В 1940—1950-е гг. они особенно активно разрабатываются швейцарскими книжными дизайнерами. Их деятельность получила название швейцарского стиля. Одной из характернейших книг времени стала «Новая архитектура» Альфреда Рота (1940). Макс Билль, конструктор этой книги, одним из первых применил модульную сетку, которая и сейчас используется во всех областях дизайна.
Характерно, что бывший «революционер» Ян Чихольд, проживавший в те годы в Швейцарии, не проявляет к швейцарскому стилю никакого интереса. Чихольд отказывается от радикальных воззрений молодости, пишет статьи о применении классических приемов в современной типографике. Историк книжного оформления и художник шрифта Стэнли Морисон, называя книгопечатание «самым консервативным из ремёсел», также проповедует сдержанный стиль, близкий книгам эпохи Возрождения. Впрочем, оба типографа сохранили научный подход, впервые внедренный в книжное оформление новой типографикой.
В то же время сухой швейцарский стиль с его рублеными шрифтами, отсутствием декора, беспокойным контрастом и поклонением функционализму всё более навевал скуку, как на читателей, так и на дизайнеров. К концу 1950-х гг. его адепты всё чаще включают в оформление книги нефункциональные, юмористические или игровые элементы. На это повлияло и общее развитие технологии, которое повлекло за собой массовое использование фотографии в печати. Ярким примером такой не классической, но «обновленной» модернистской типографики стало издание «Лысой певицы» Ионеско, созданное дизайнером Робером Массеном в 1964 году.
В целом же, уступив оформление книг «консерваторам» во главе с Чихольдом и Морисоном, новая типографика завоевала остальные отрасли дизайна. Современная реклама, оформление журналов почти полностью строятся на её приемах.
В Советском Союзе в 1960-е гг. наступает «оттепель». В книжном оформлении это проявляется в отступлениях от «классического формализма» сталинских времен, а также смешанном применении классических и модернистских элементов (асимметричные заголовки и колонцифры, рубленый шрифт в заголовках), что, в общем, и является постмодернизмом, однако лишенным экспериментального начала, индивидуалистических черт, как неэкономичных и несущих «западное влияние». В нетипичных, «экспериментальных» изданиях чаще всего обыгрываются приемы конструктивизма 1920-х гг.: декор из крупных геометрических фигур (отсылка к супрематизму), печать второй (красной) краской, рубленые шрифты и свободная композиция. Активно используется фотография. С конца 1960-х гг. оформление советских книг постепенно приходит в упадок.

## Практика
В современных условиях можно выделить три этапа оформления книги:
- разработка макета;
- вёрстка;
- разработка внешнего оформления.

Дизайнер получает рукопись с уже внесенной в неё правкой. Ознакомившись с текстом будущей книги, он разрабатывает её макет: выбирает обрезной формат, формат полосы (или конструирует модульную сетку), шрифт, интерлиньяж и кегль, стиль спусков и заголовков, специальных страниц (шмуцтитул, содержание) и т. д.
Главными задачами книжного дизайнера являются удобство читателя и художественное выражение смысла текста. Эти идеальные задачи, как правило, корректируются общей стилистикой издательства, его маркетинговой политикой, пожеланиями заказчика. Часто бывает и так, что формат и объём книги заранее установлены договором издателя с автором.
Затем следует этап вёрстки, во время которого страницы будущей книги заполняются текстом по изготовленному макету. Если в издательстве принято разделение труда или макет выполнен приглашенным дизайнером, то вёрсткой занимается специальный сотрудник. Иногда вёрсткой книги занимается дизайнер, выполнивший её макет. Он же оформляет титульный лист, обложку (суперобложку), выбирает тип переплёта и покровный материал. Элементами внешнего оформления могут выступать форзац, каптальная лента и ляссе.